# ヒメミカンソウ
ヒメミカンソウ Phyllanthus ussuriensis Rupt. et Maxim. はコミカンソウ科の草本の1つ。コミカンソウに似ているが普通はより小柄で、主茎と小枝の区別がはっきりしない。

## 特徴
1年生の草本。茎は斜めに出るか直立して高さは5～57cm。ただしそこまで大きくなるものを見ることは少なく、例えば牧野原著(2017)では高さは10～30cmくらいで往々にして斜めに立つ、としている。茎には毛はなく、翼があり、また普通は下部から分枝を出す。葉は互生して多数が着く。托葉は三角形で長さは1～1.5mm、幅は0.6～1mmで、先端は突き出して尖る形か突き出した形、基部はハート型に近い形になっている。葉柄は長さ0.3～0.6mm。葉身は楕円形から狭楕円形で、長さは0.8～2.6cm、幅は0.3～0.7cm、毛はなく縁は滑らか、先端は鈍く尖るか鋭く尖り、基部は鈍く尖るか半円形、葉裏はやや白味を帯びる。
花期は7～10月。花序は小集散花序で、葉柄の基部から出る。花は雌雄の別がある。雄花は1つの花序につき1～3個、花柄は長さ0.4～1.8mm、萼片は4から5枚で楕円形で長さ0.3mm、不明瞭な鋸歯があり、無毛で先端は丸くなっている。雄しべは2本、葯は横に裂ける。雌花は1つの花序に1個だけあり、柄があって萼片は6枚、長さはばらばらだが0.3～0.5mm、幅0.2～0.3mmで、形は披針形、楕円形または卵形で毛はなく縁は滑らかで果実の頃には反り返る。子房は3室で毛はないが不明瞭な疣状突起に覆われている。花柱は3本で長さ0.2～0.4mm、先端は2つに裂けている。蒴果は潰れた球形をしておりその径は約2.5mm、長さは約1.5mmで稜がある。蒴果の柄は長さ1～3.5mmで、蒴果下向きに垂れてつく。種子は縁が鋭い形になった3稜形で長さ1～1.4mm、幅0.8～1.2mmで褐色から暗褐色をしている。
和名は姫ミカンソウの意味で、コミカンソウに似ているが、より小型で優しい感じがすることによる。

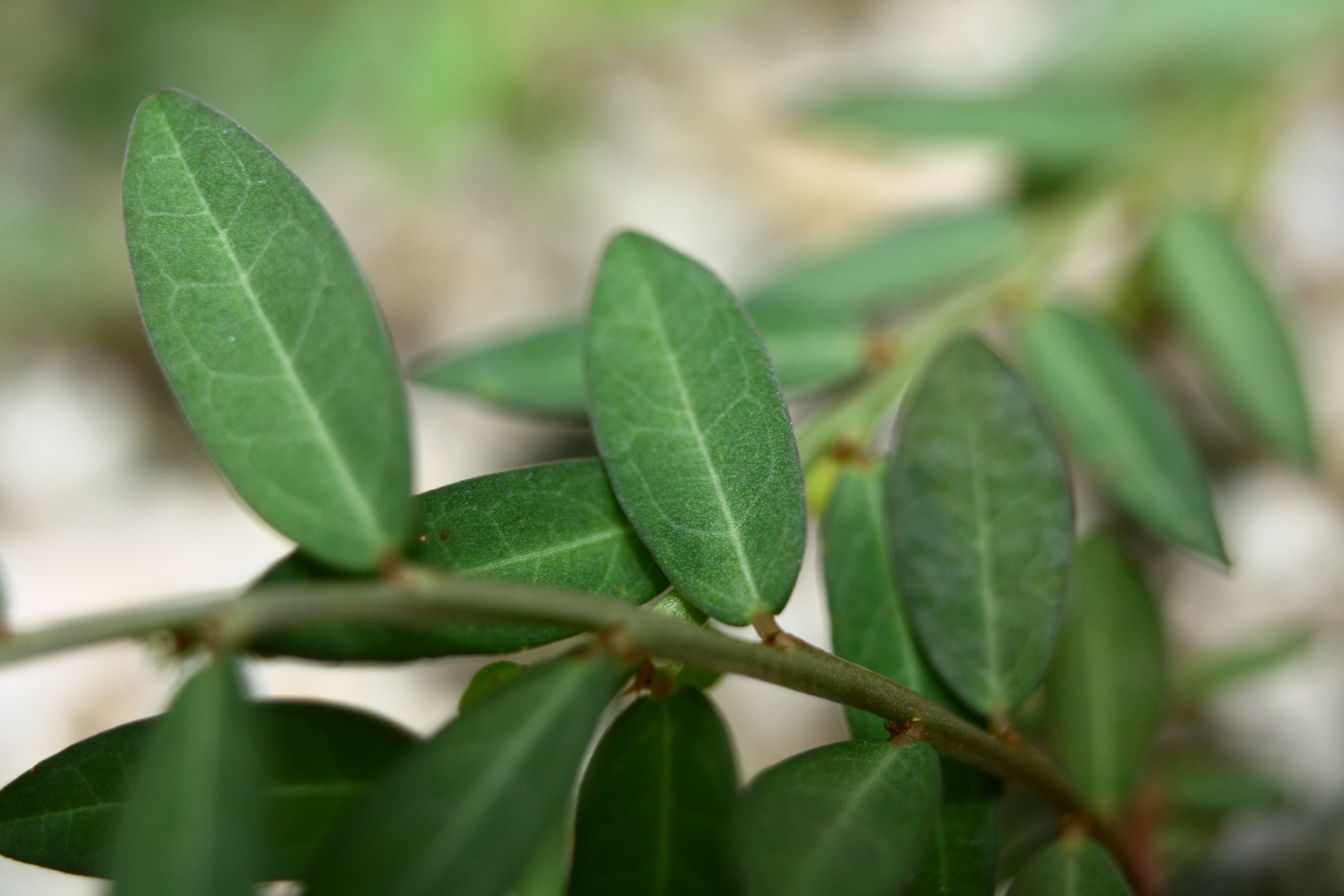
小枝と葉
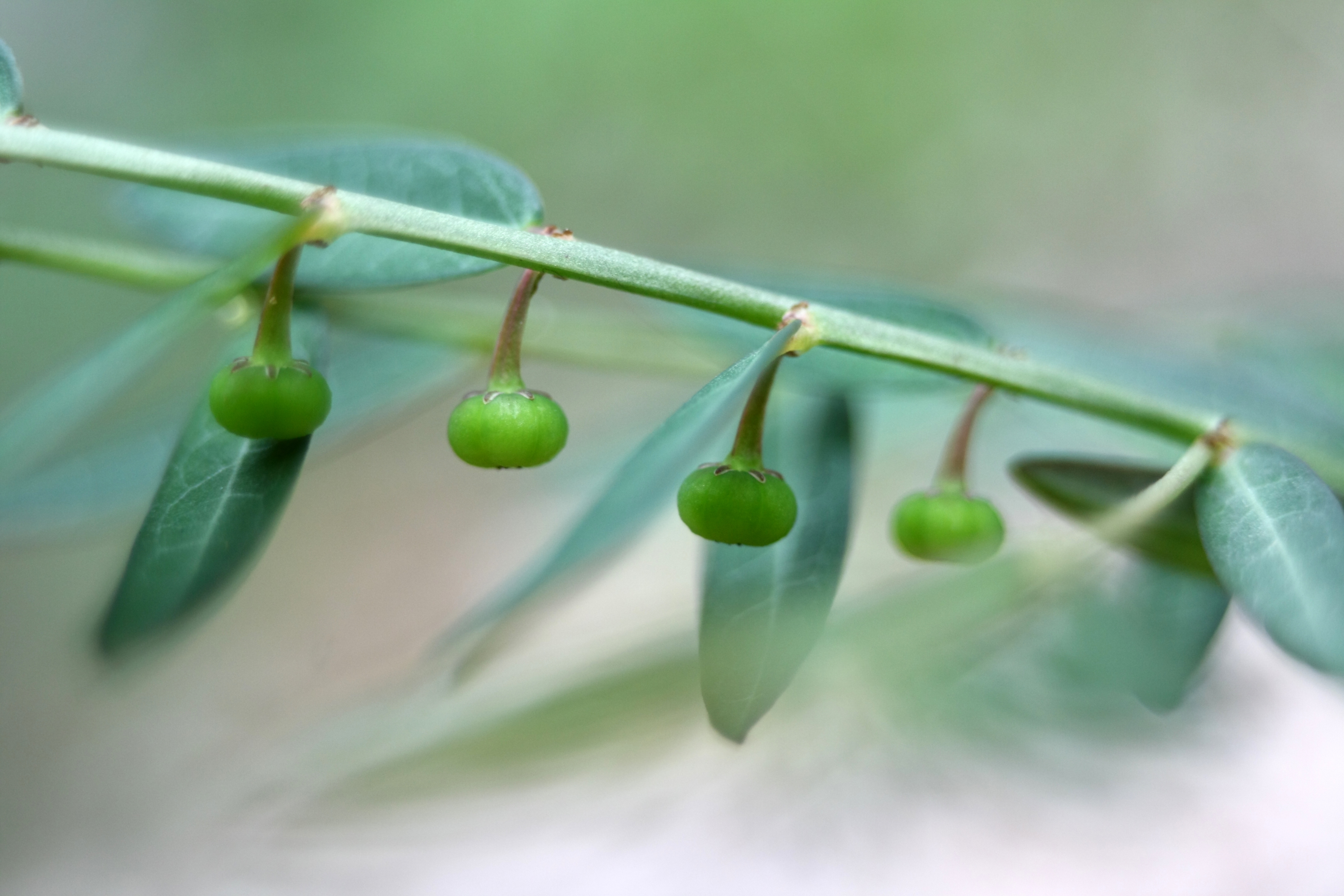
小枝からぶら下がる果実
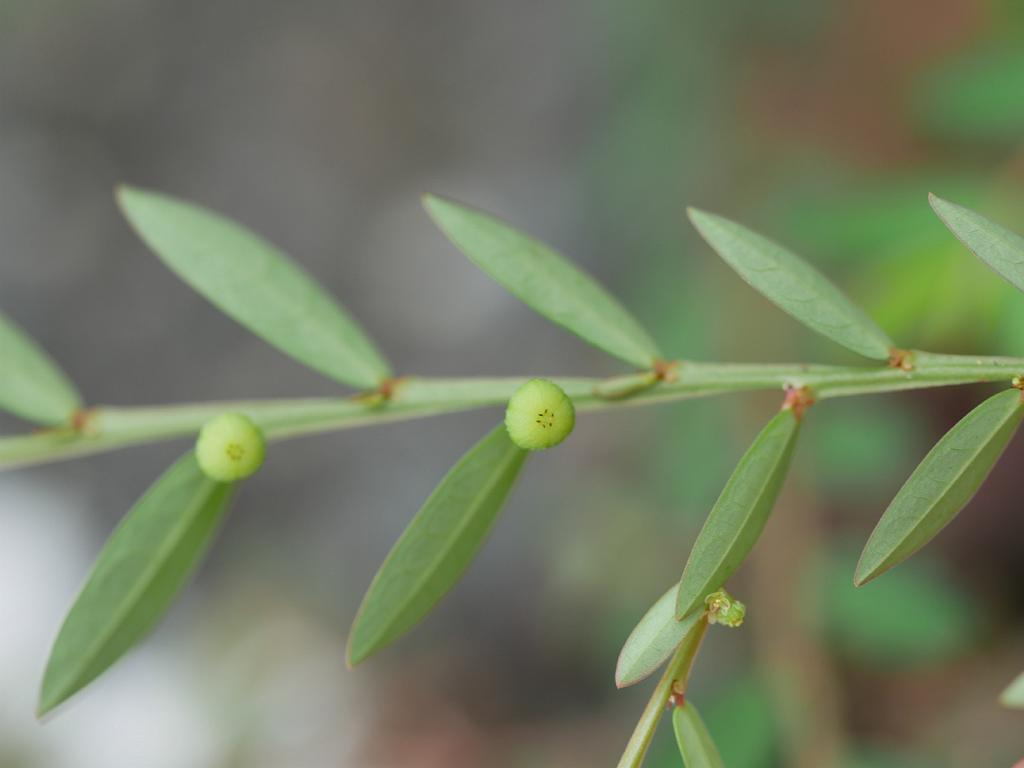
果実と花

## 分布と生育環境
日本では北海道～九州までに分布し、ただし北海道では渡島半島に限られる。国外ではモンゴル、中国、朝鮮半島、ロシア極東域に分布し、また台湾からも報告はあるが琉球列島では知られていない。
路傍、花壇、畑などに見られる雑草である。

## 分類、類似種など
本種の属するコミカンソウ属 Phyllanthus はコミカンソウ P. lepidocarpus など本種のような草本からコバンノキ P. flexuosus のような樹木までを含み、近年には別属とされていたカンコノキ属のものも含める説もあり、現在では世界に1200種以上とも言われる。そんな中、本種とよく比較されるのは身近な雑草としてよく見られるコミカンソウであろう。上記のように本種の和名もこの種の名に対比する形で与えられたものとされている。
この種と本種との違いは、細部では様々であるがまず葉の付き方にある。これはむしろコミカンソウの葉の付き方が独特だ、という方が正しいようだが、この種では真っ直ぐに立つ主軸と、そこからほぼ水平に出る小枝があり、主軸には葉がなく、小枝には左右に1列に並んで葉がつき、一見ではマメ科の植物のような、つまり羽状複葉の葉を直立する茎から出しているように見える。実際には複葉ではなく小枝に単葉の葉が並んでいるのであり、また主軸には葉がないのではなく、葉は鱗片状に退化しているので、このような形をコミカンソウ型分枝と言い、この群に独特のものとされ、本属のものの大部分はこの特徴を持っている。それに対して本種ではこのような主軸と側枝の区別が明瞭でなく、主軸にも普通の葉がついている。これを非コミカンソウ型分枝と言い、これはこの属の中ではむしろ特殊なものであり、系統的にも本種を含む群はこの属の中で一番最初に分岐した群とみられている。
コミカンソウの他にも本種と同属で同様に路傍で見られる小型の草本も数種あるが、それらはほとんどコミカンソウ型分枝を示すもので、その点で本種と区別出来る。ただし琉球に知られるシマヒメミカンソウ P. simplex は本種と同様に非コミカンソウ型分枝を見せるもので、雄花の雄しべが3本(本種では2本)で、雄花の萼が6枚(本種では4～5枚)であること、蒴果の柄が長さが4.5～6mm(本種では1～3.5mm)であることなどで区別される。

## 利害
畑地などにも出現する雑草ではあるが、それほど繁茂するものではない。それ以外に特に利用される面もない。
他方、国外では薬用での利用をしてきた地域がある。韓国では伝統医療において肝炎と黄疸の治療に用いられた。その薬用成分に関する研究も行われている。